# Captive – Im Käfig der Lust
Captive – Im Käfig der Lust (philippinischer Originaltitel: Salakab) ist ein philippinischer Erotik-Thriller-Film. Als die junge Lena sich von ihrem langjährigen Freund trennt, entscheidet dieser sich, sie mit Gewalt bei sich zu halten. Die Hauptrollen spielten Angeli Khang und Benz Sangalang. Regie führte Roman Perez Jr.

## Handlung
Die junge Malena, genannt Lena, lebt mit ihrer Familie auf einer ländlichen Insel auf den Philippinen. Sie lebt in einer Beziehung mit ihrem Kindheitsfreund zusammen, dem Fischer Arthur. Dieser ist wenig begeistert, als die überglückliche Lena ein Stipendium zum Studium in Manila erhält. Auch ihre Eltern sind wenig begeistert. Als Lena sich gegen sie auflehnt, beschimpft ihre Mutter sie öffentlich und demütigt sie, indem sie sie vor aller Augen verstößt und ihr die Kleider vom Leib reißt. Als Lena an ihrem Traum festhält, unterstützt Arthur sie, auch wenn das bedeutet, dass sie für vier Jahre die Insel verlassen und nur in den Semesterferien wiederkommen wird. Lena verlässt schließlich die Insel und reist nach Manila. Arthur sorgt sich um Lena, immer wieder bietet er ihr finanzielle Unterstützung an, gleichzeitig ist er wenig begeistert, dass in der Pension, wo sie untergekommen ist, auch Männer wohnen. Auf der Insel versucht er zeitgleich, dem Interesse anderer Frauen aus dem Weg zu gehen.
Ein Jahr vergeht, in dem die beiden sich nicht sehen, da Lena in den Ferien nicht auf ihre Insel zurückkehrt. Arthur besucht sie schließlich in Manila, wobei Lena eher distanziert wirkt, auch wenn sie Sex haben. Als Arthur bereits wieder auf der Insel ist, fällt Lena durch eine Hauptfachprüfung; ihre Noten sind nicht mehr gut genug für ein Stipendium, sodass sie sich das Studium nicht mehr leisten kann. Arthur versucht, Lena zu helfen, und prostituiert sich heimlich für sie.
Einige Jahre später kehrt Lena mit ihrem Abschluss in der Tasche gefeiert auf die Insel zurück. Als Arthur ihr einen Heiratsantrag macht, nimmt sie Reißaus. Als Arthur mit ihr reden will, trennt sie sich von ihm. Lenas Eltern konfrontieren sie verständnislos mit der Entscheidung und wie sie so kalt sein könne, Arthur, der alles für sie getan hat, einfach zurückzuweisen. Lena will sich mit Arthur aussprechen und gesteht, dass sie in Manila einen anderen Mann kennengelernt hat. Arthur fleht sie an, sie nicht zu verlassen, doch sie verlässt ihn und macht sich auf den Weg zurück nach Manila. Zwei Tage später besucht Lenas Freund Onjie ihre Eltern, um sich nach Lena zu erkundigen; sie habe mit ihm Schluss gemacht und sei auch nicht in ihrer Pension angekommen. Als sie Arthur fragen, weiß dieser von nichts.
Tatsächlich aber hat Arthur Lena entführt und mit seinem Boot auf eine menschenleere Insel gebracht, wo er sie gefesselt in einen Käfig einsperrt. Er ist so besessen von Lena, dass er sie nicht gehen lassen kann. Er selbst vergewaltigt Lena. Er gesteht ihr, wie er aus Liebe zu ihr sogar so weit ging, sich für ihr Wohlergehen zu prostituieren und mit Drogen zu handeln. Als er einmal mit Drogen erwischt wurde und um sein Leben flehte, drohte ihm ein Polizist mit seiner Ermordung und zwang ihn danach fortwährend zu sexuellen Handlungen. Lena begreift, was sie Arthur eigentlich angetan hat.
Als Lenas Eltern die Polizei rufen, zeigt Arthur ihnen eine gefälschte Sprachnachricht, worin Lena behauptet, dass sie sich von allem zurückziehen wolle. Die Polizei hält den Fall für beendet, doch Lenas Freund Onjie glaubt ihr nicht. Als er sich Zugang zu Arthurs Hütte verschafft, findet er Lenas Handy und Kleider. Arthur stellt Onjie und erschlägt ihn mit einer Machete; die Leiche entsorgt er im Meer.
Lena gelingt es langsam, Arthurs Vertrauen zurückzugewinnen, sodass er ihr in ihrer Gefangenschaft mehr Freiheiten lässt. Schließlich bittet sie ihn, sie zu heiraten. In einer improvisierten Hochzeit heiratet das Paar. Lena hofft, dass Arthur sie so wieder auf eine bewohnte Insel zurückbringt, doch Arthur will allein mit ihr bleiben. Als Arthur nach dem Liebesspiel einschläft, versucht sie, ihn mit einem Stein zu erschlagen, scheitert jedoch. Nach einem Kampf gelingt es ihr, Arthur schwer zu verletzen, sodass er stirbt, und mit dem Boot schließlich von der Insel zu fliehen.

## Trivia
Die Szene, in der Arthur von einem Polizisten mit seiner Hinrichtung bedroht wird und schließlich zu sexuellen Handlungen gezwungen wird, spielt indirekt auf die Verhältnisse des Drogenkriegs unter Präsident Rodrigo Duterte an, bei dem tausende Drogendealer und Abhängige teils durch Todesschwadronen der Polizei getötet wurden.

## Veröffentlichung
Die deutsche Veröffentlichung erfolgte im Jahr 2024 durch die Busch Media Group.